# Giovanni Luppis

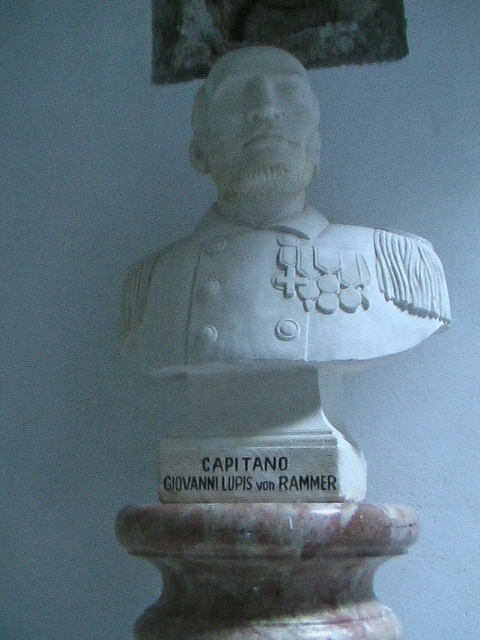
Statue von Giovanni Luppis

Giovanni Biagio Luppis, ab 1869: Giovanni Biagio Luppis Ritter von Rammer bzw. in Österreich Johann Luppis Ritter von Rammer (kroatisch Ivan Lupis-Vukić), (* 28. Januar 1813 in Fiume, heute Rijeka; † 11. Januar 1875 in Torriggia am Comer See, Lombardei) war ein Erfinder, Offizier und Ingenieur der österreichischen Marine. Der von ihm entwickelte unbemannte Brander mit Sprengladung führte schließlich zur Erfindung des ersten propellergetriebenen Torpedos.

## Leben
Am 28. Januar 1813 wurde er in Fiume, dem heutigen Rijeka, als Sohn des Nobile von Poreč und Vis Ferdineo Carlo Ermenegildo Lupis und der Nobile von Ragusa Giovanna Perich geboren. Gelegentlich wird auch der 27. August 1813 als Geburtsdatum angegeben. Wegen seiner kroatisch-italienischen Herkunft erscheint sein Familienname auch als Vukić, was genau wie der italienische Name „Wolf“ bedeutet. Aus diesem Grund zeigte das Familienwappen auch einen Wolf. In Fiume ging Luppis zur Schule und machte seinen Abschluss auf dem Gymnasium. Danach absolvierte er die Marine-Akademie in Venedig. In dieser Zeit heiratete er die istrische Adelige Elisa de Zotti. Sie hatten einen gemeinsamen Sohn Ferdineo.

### Militärische Laufbahn
Ab 1837 war er Kadett der österreichischen Marine. 1842 wurde er zum Fregattenfähnrich und 16. April 1848 zum Fregattenleutnant befördert. Er war zunächst erster Offizier und im Anschluss provisorischer Kommandant der Brigg SMS Veneto. Am 11. Juni 1848 wurde er auf die SMS Bellona versetzt und nahm in dieser Position an der Blockade Venedigs und 1849 der Belagerung Anconas teil. Weitere Einsätze führten ihn ins Schwarze Meer. Nach Krankheit am 12. Juni 1849 übernahm er am 28. Juli 1849 das Kommando der Brigg SMS Fido und am 15. August wurde er zum ersten Offizier der SMS Cesarea berufen. Am 13. Oktober versah er Lokodienst in Triest und am 20. Dezember 1849 wurde er erster Offizier der SMS Juno. Seine Beförderung zum Korvettenkapitän erfolgte am 12. Juli 1853 und ein Jahr später wurde er zum Kommandanten des Raddampfers SMS Curtatone. Mit dem als Radaviso klassifizierten Schiff mit 4 Kanonen operierte er in der Adria. Bereits am 19. Dezember 1856 erfolgt die Ernennung zum Fregattenkapitän. Am 4. Oktober 1858 bei den Feierlichkeiten zum Stapellauf der SMS Kaiser kommandierte er die Segelfregatte SMS Bellona mit 35 Kanonen und 330 Mann Besatzung und 1859 war er Kommandant der Segelfregatte SMS Venus. Ab 1860 diente er im Marinearsenal in Triest als Präses der Holzübernahmekommandantur und Ausrüstungsdirektor.

### Entwicklung des Torpedos
In den 1850er Jahren entwickelte ein unbekannter österreichischer Marineoffizier ein unbemanntes Boot, das ähnlich einem Brander eingesetzt werden sollte. Das mit Explosivladung beladene Boot, das auch als „Küstenbrander“ bezeichnet wurde, sollte mit eigenem Antrieb gegen feindliche Schiffe gelenkt werden und der Sprengstoff sollte erst im Moment des Aufpralls auf ein Schiff detonieren. Giovanni Luppis kam in den Besitz der Aufzeichnungen und begann bereits 1858 mit der Konstruktion des Bootes. Sein erster Prototyp war einen Meter lang, hatte Flügel aus Glas und wurde mittels langer Seile von der Küste aus kontrolliert. Die ersten beiden Modelle scheiterten jedoch auf Grund mangelhafter Materialien.
Das dritte Modell war aus Holz gebaut und besaß ein Uhrwerk mit Feder, das einen Propeller antrieb. Zudem verfügte es als zusätzlichen Antrieb über ein Hilfssegel. Das Explosivmaterial befand sich im Bug und wurde durch einen Aufschlagzünder gezündet. Es hatte zwei Ruder: eines auf der linken, das andere auf der rechten Seite, die beide über Steuerseile von Land aus bewegt wurden. Über ein drittes Seil konnte der Sprengmechanismus scharf geschaltet werden. Nach zahlreichen Experimenten funktionierte dieses als „6m“ bezeichnete Modell schließlich ausreichend gut. Luppis gab ihm den Spitznamen „Salvacoste“ („Erretter der Küsten“).
Im Jahre 1860 gelang es ihm, seine „6m“ Kaiser Franz Joseph vorzuführen. Trotz erfolgreicher Aktion lehnte die österreichische Marine-Kommission den Torpedo wegen mangelhaften Antriebs und schlechter Kontrollsysteme ab. Dennoch verlieh ihm der Kaiser am 10. September 1861 den Gregoriusorden und versetzte ihn gleichzeitig zum 1. Oktober desselben Jahres in den „normalmäßigen Pensionsstand“.
Der Bürgermeister von Fiume, Giovanni Ciotta, stellte Luppis dem britischen Maschinenbau-Ingenieur Robert Whitehead vor, mit dem er schließlich 1864 einen Vertrag über die Weiterentwicklung und den Bau des Torpedos abschloss. Whitehead erkannte sofort die Schwächen des „Salvacoste“. Die Bewegung auf der Wasseroberfläche hatte zahlreiche Nachteile. So war durch Wellenbewegung keine sichere Steuerung möglich. Zusätzlich war das sich nur langsam fortbewegende Boot leicht erkennbar und konnte von dem Feind leicht abgewehrt werden. Außerdem waren der Rumpf der Kriegsschiffe zur damaligen Zeit in Höhe der Wasserlinie am stärksten bewehrt.
Innerhalb von zwei Jahren entwickelte Whitehead einen Unterwassertorpedo mit einem leistungsfähigen Druckluftmotor und Rudern für die Tiefen- und Richtungssteuerung. Am 21. Dezember 1866 wurde Whiteheads und Luppis’ Torpedo – jetzt als „Minenschiff“ bezeichnet – der österreichischen Marine-Kommission offiziell vorgestellt. Das Modell hatte einen Durchmesser von 35,5 cm und eine Länge von 3,35 m. Das Gewicht betrug 136 kg, von denen 8 kg auf den Sprengstoff entfielen. Die Marinekommission akzeptierte schließlich das Modell, zahlte eine Summe von 200.000 Forint und beauftragte die Ingenieure mit der Aufnahme einer Testproduktion. Da zwar die Ursprungsidee von Luppis stammte, die weitere Entwicklung jedoch ausschließlich von dem gelernten Ingenieur Whitehead stammte, wurde ein neuer Vertrag ausgehandelt, der Whitehead die Patente und alle Rechte der Vermarktung zusprach. 1873 eröffnete Whitehead in Fiume die erste Torpedofabrik der Welt in einer adaptierten ehemaligen Eisengießerei.
Am 1. August 1869 wurde Giovanni Luppis für seine Beteiligung an der Erfindung des Torpedos zum Ritter III. Klasse des Ordens der Eisernen Krone ernannt. Außerdem wurde er in den Ritterstand erhoben und erhielt das erbliche Adelsprädikat „von Rammer“. 1874 verließ Giovanni Luppis Fiume und zog nach Torriglia am Comer See um, wo er am 11. Januar 1875 starb.